# Товарна диференціація
В економіці і маркетингу товарна диференціація (або просто диференціація) — це процес додавання у товар (послугу) відмітної характеристики, яка робить його (її) привабливішим для певного цільового ринку. Це означає, що товар відрізняється від товарів інших конкурентів, а також від інших товарів даного виробника. Диференціація товарів забезпечує вибір, заснований на перевазі. У економічній літературі відсутнє загальноприйняте розуміння природи виникнення диференціації товарів.
Концепція була запропонована Едвардом Чемберліном у його книзі «Теорія монополістичної конкуренції» (1933). У главі IV Е. Чемберлін сформулював таким чином вміст поняття «Диференціація продукту»: «продукти загального вигляду виступають як диференційовані, тоді, коли є яка-небудь істотна підстава для того, щоб відрізняти товари (або послуги) одного продавця від товарів (або послуг) іншого продавця. Така підстава може бути реальною або уявною, аби воно мало яке-небудь значення для покупців і приводило б в результаті до того, що вони віддавали б перевагу одному різновиду продукту в порівнянні з іншим».

## Обґрунтування концепції

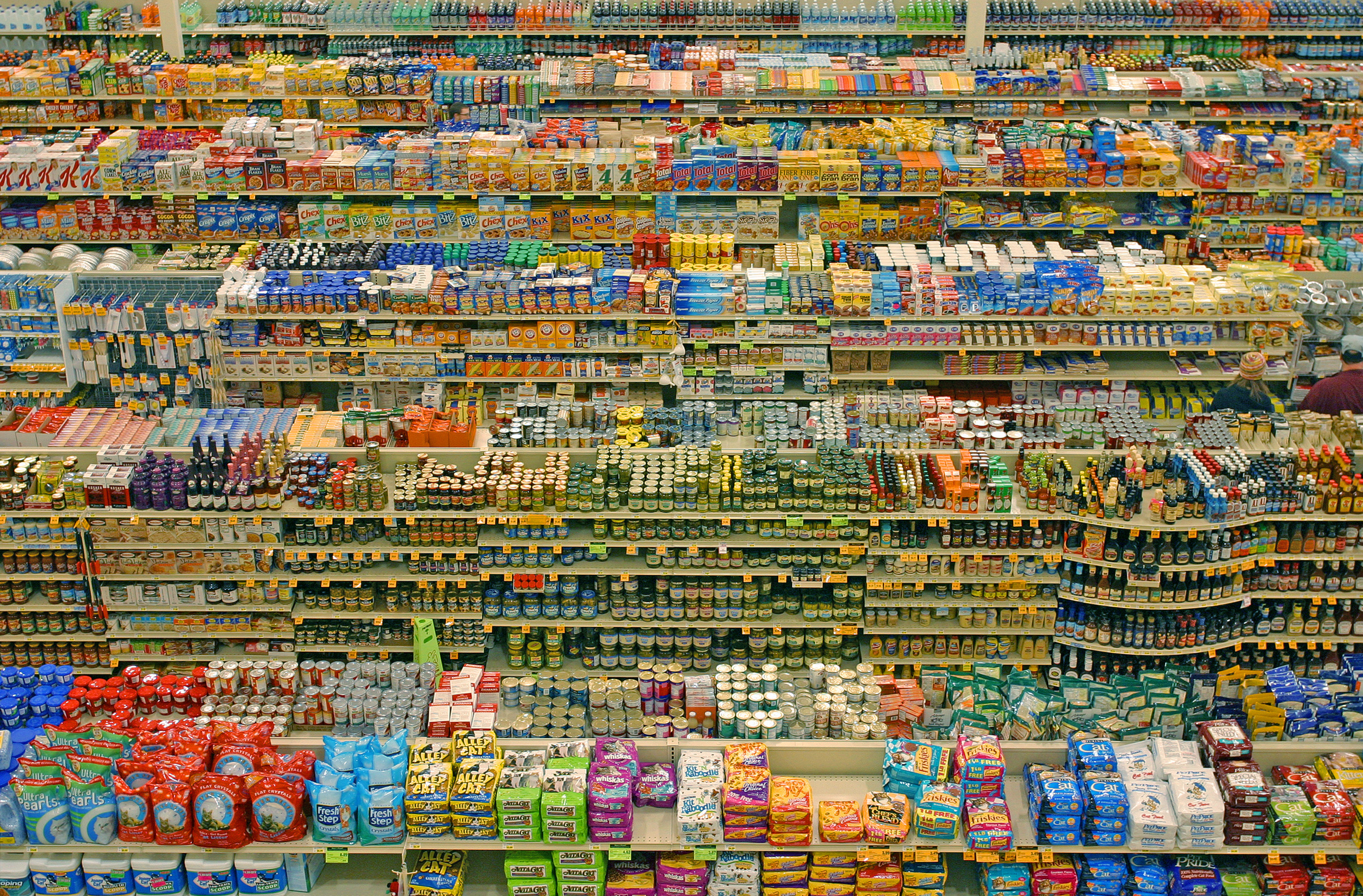
Ряди в супермаркеті. В той час, як кожен товар спрямований задовольнити певну потребу, конкуренція змусила кожен бренд диференціювати свій власний продукт від інших, аби заохотити споживчі переваги.

Кожна фірма має свій ресурсний потенціал, який створює умови для пошуку своїх конкурентних переваг, а також дозволяє бути в чомусь особливою, що знижує конкуренцію і дає можливість охопити нові сегменти ринку. Таким чином, диференціація — це підкреслення відмінних рис товару з метою зробити його привабливішим для певного цільового ринку.
Хоча дослідження ринкового сегменту можуть привести до змінення продукту з метою додання йому яскравіших відмітних характеристик, самі зміни не є диференціацією. Маркетингова або товарна диференціація являє собою процес, який описує відмінності між продуктами (послугами). Це робиться для того, щоб продемонструвати унікальні особливості товару певної фірми і створити відчуття особливої значущості даного конкретного товару. В економіці, успішна товарна диференціація є причиною появи конкурентних відмінностей товару і несумісна з умовами досконалої конкуренції, яка включає вимогу повної взаємозамінюваності товарів конкуруючих фірм.
Диференціація товару передбачає, що кожна фірма володіє деякою мірою монопольною владою над своїм товаром: вона може підвищувати або знижувати ціну на нього незалежно від дій конкурентів. Але ця влада обмежується, безумовно, як наявністю виробників аналогічних товарів, так і значною свободою входу в галузь. Все це приводить до того, що крива попиту окремої фірми в умовах недосконалої конкуренції має падаючий характер, але плавніший, ніж крива попиту галузі. Диференціація товару, таким чином, означає, що підприємства галузі виробляють товари досить схожі, щоб їх можна було назвати тим же товаром, але і досить несхожі, щоб виробник кожного товару мав можливість міняти ціну свого товару.